# 2008年12月英國

## 12月31日
- 英廷公佈2009年新年榮譽授勳名單，多位參與過2008年北京奧運的國家運動員獲勳。BBC（页面存档备份，存于）
- 在一眾運動員中，單車選手克里斯·霍伊是唯一一位獲封下級勳位爵士的運動員。另外獲CBE勳銜的包括布拉德利·威金斯等等；獲OBE勳銜的包括薩拉·艾頓、麗貝卡·阿德林頓、薩拉·韋布、伊恩·珀西等等；獲MBE勳銜的包括妮科爾·庫克、保罗·古迪森、傑米·斯塔夫、賈森·肯尼等等。授勳名單、BBC（页面存档备份，存于）
- 著名奇幻文學作家泰瑞·普萊契獲英女皇封爵士。BBC（页面存档备份，存于）、授勳名單
- 曾在電影《英女皇》中飾演英揆貝理雅的演員米高·辛獲授OBE勳銜。授勳名單、BBC（页面存档备份，存于）
- 兩名本土英國華人亦在授勳名單榜上有名，蘇格蘭華人聯合總會會長李羅安獲授OBE勳銜，而居於北愛爾蘭的香港移民黃秉嘉太平紳士（音譯）獲勳MBE勳銜。授勳名單、貝爾法斯特電訊報（页面存档备份，存于）
- 今年亦有兩名香港人獲勳，退休香港警隊總警司兼突破行動創辦人施本勵（Ian Seabourne）獲MBE勳銜，而裘槎基金會總監徐天佑亦獲MBE勳銜。憲報[永久]

## 12月30日
- 利物浦足球會隊長謝拉特與另外五人正式被警方落案起訴，指他們涉嫌傷人及滋事。BBC（页面存档备份，存于）
- 田土廳數據顯示，英國11月平均樓價下跌1.9%，是連續十五個月錄得下跌，平均樓價全年已累計下跌12.2%。BBC（页面存档备份，存于）

## 12月29日
- 利物浦足球會隊長謝拉特涉嫌在紹斯波特一間酒吧傷人，被警方扣留調查。泰晤士報[]
- 外相文禮彬警告中東和平進程因為以色列大舉襲擊加沙而陷入「非常黑暗的一刻」，又指事件對為當地建立全面和平構成威脅，並擔心助長激進主義蔓延。BBC（页面存档备份，存于）
- 有人力資源機構發表報告，預測英國2009年有機會減少600,000個職位。BBC（页面存档备份，存于）
- 威爾斯域斯咸一名男子在聖誕日搬運一部新買的電視機下樓梯時，意外脫手，當場直接擊斃其四歲女兒，死因庭今日就意外召開聆訊。BBC（页面存档备份，存于）

## 12月28日
- 英國總商會要求政府在來年保持現時的最低工資水平，表示如果最低工資跟2008年一樣的幅度上調，商界將要因此多付3億英鎊。BBC（页面存档备份，存于）
- 面對有五名聖公會主教公開批評工黨政府施政無助脫貧，而且有迫使低下階層舉債之嫌，內閣辦公室發言人今日回應指政府一直致力於縮窄貧富差距，並拒絕接受主教的指責。BBC（页面存档备份，存于）
- 美術歷史學家及前國家美術館館長邁克爾·列維爵士（Sir Michael Levey）逝世，終年81歲。列維在1927年6月8日出生，幼年在雷丁上學，1945年5月從軍，但大戰已近尾升，1946年大戰完結後改到開羅的教育兵團工作，1948年退役返英，入讀牛津大學艾克塞特學院，並於1950年畢業。畢業後不久，他加入國家美術館任職助理保館員，後來先後任牛津大學（1963年－1964年）及劍橋大學（1994年－1995年）的斯萊德藝術教授。列維在1965年獲LVO勳銜，1973年至1986年出任國家美術館館長，期間於1981年獲英女皇封爵士。列維爵士於1954年娶女作家及文學評論家比麗吉·布羅菲（Brigid Brophy）為妻，兩人育有一女，他在1986年因專心照顧患多發性硬化症的妻子而辭去國家美術館館長一職。列維爵士在1962年著有《繪畫簡史：由喬托到塞尚》一書，是研究歐洲藝術史的一部經典著作。每日電訊報（页面存档备份，存于）

## 12月27日
- 有99年歷史的老牌連鎖零售商伍爾沃斯早前因破產被接管，今日起陸續結束旗下逾800個分舖，預計在1月5日前完成，27,000人面臨失業。BBC（页面存档备份，存于）
- 英揆白高敦對以色列大舉空襲巴勒斯坦加沙地區做成至少195人死亡一事表示「深表關注」，並呼籲雙方克制。BBC（页面存档备份，存于）

## 12月26日
- 英國邊境管理局公佈政府2008年遞解超過5,000名海外罪犯出境，達到早前訂下5,000人的目標。但保守黨批評事實上仍有上千名海外罪犯留在英國服刑或獲釋。BBC（页面存档备份，存于）
- 保守黨下院議員尋求就四年前通過的禁止獵狐法案進行覆核，黨內計劃一旦上台執政會召開法庭進行審議。泰晤士報[]

## 12月25日
- 國防部證實一名皇家海軍陸戰隊成員於平安夜在阿富汗遇襲身亡。BBC（页面存档备份，存于）
- 著名劇作家及2005年諾貝爾文學獎得獎者哈羅德·品特的家人透露，品特於平安夜因肝癌逝世，終年78歲。BBC（页面存档备份，存于）

## 12月24日
- 英女皇伊利沙伯二世在白金漢宮內錄製聖誕文告，並就過去一年來的大事發表感想。BBC（页面存档备份，存于）
- 伊拉克國會通過法案，准許英軍及其他國家軍隊在2008年後繼續駐留當地。BBC（页面存档备份，存于）

## 12月23日
- 國家統計局數據顯示，英國7月至9月季度的經濟萎縮0.6%，比預期中的0.5%嚴重。BBC（页面存档备份，存于）
- 最近獲委為病人權益協會副主席的布蘭森爵士批評，政府刻意隱瞞公立醫院MRSA病毒肆虐的問題，並要求為所有醫護人員檢查是否MRSA帶菌者。BBC（页面存档备份，存于）
- 英國軍人及維多利亞十字勳章獲勳者艾力·查爾斯·崔夫斯·威爾遜（Eric Charles Twelves Wilson）在列斯逝世，終年96歲。威爾遜在1912年10月2日生於懷特島，早年曾在桑德赫斯特皇家軍事學院受訓，1933年2月2日加入東薩里軍團，1937年調到英皇直屬非洲來福槍團，1939年二戰爆發後調到索馬利蘭駱駝兵團，其中在1940年8月，時維見習上尉的他在索馬利蘭的據點負傷以機關槍抗擊敵軍，遂因軍功獲維多利亞十字勳章，不過授勳時因為被誤以為已經陣亡，而獲「身後追贈」。事實上他僅被敵軍俘虜，未幾即重返英軍陣地，並繼續作戰。在1941年至1944年間，他先後於中東、及緬甸服役，並獲擢升為中校。戰後在1946年派往北羅德西亞服役，終在1949年退役。威爾遜死時是十位在世維多利亞十字勳章獲勳者的其中一位，也是當中最年長及最早獲勳的一位。泰晤士報[]

## 12月22日
- 英揆白高敦及財相戴理德答應向擁有積架路華的印度塔塔汽車提供短期財政援助，詳情將於日內公佈。急需周轉的積架路華現時在英格蘭地區僱有約15,000人，另有過萬人從事相關業務。泰晤士報[]
- 早前有政府文件建議，向領取政府貸款的最貧窮人士增收利息，引來各政黨的大力抨擊，政府今日回應指沒有打算向他們收取利息。BBC（页面存档备份，存于）

## 12月21日
- 儘管積架汽車急切要求政府提供財政援助渡過危機，商業大臣文德森勳爵表示政府只會在車廠走投無路的情況下，才會提供貸款。BBC（页面存档备份，存于）
- 現年85歲的著名奧斯卡得獎導演及演員艾登布祿勳爵在家中不慎跌倒，被送入倫敦西南一家醫院治理，目前情況穩定。BBC（页面存档备份，存于）

## 12月20日
- 英揆白高敦與曼聯領隊費格遜爵士會面，商討由他組織一支英國國家足球隊參與2012年倫敦奧運，不過有輿論批評白高敦此舉忽略了蘇格蘭、北愛、威爾斯及英格蘭的足協意見。BBC（页面存档备份，存于）
- 伊拉克國會否決一項讓英軍等各國軍隊在2008年12月31日以後繼續駐守當地的草案，伊拉克政府內閣現正修訂草案，尋求在下周再交國會審議。現時伊拉克的聯合國託管地位將於12月31日屆滿，屆時如果法案仍未獲通過，駐伊英軍將缺乏法理依據留守當地。BBC（页面存档备份，存于）

## 12月19日
- 一名孟加拉裔NHS公立醫院女醫生於今年8月回孟加拉探親時，遭父母強行迫婚，並被禁錮約四個月。今日高等法院裁定向事主父母、叔父及新郎下禁制令，未得事主同意，不能強行帶事主離開英國。BBC（页面存档备份，存于）
- 積架路華傳出財困後，商務大臣文德森勳爵證實政府正與車廠母公司，印度的塔塔汽車進行談判，研究是否需要提供援助。不過文德森強調政府不會開「空白支票」。BBC（页面存档备份，存于）
- 著名政治學家班納德·克里克爵士（Sir Bernard Crick）在愛丁堡因癌症逝世，終年79歲。克里克1929年12月16日生於倫敦，早年入讀附近的惠特吉夫特學校，後來升讀倫敦大學學院，1950年至1952年於倫敦政治經濟學院攻讀博士學位。畢業後先後在美國哈佛大學及加拿大麥基爾大學任教，後自1956年至1967年回倫敦政治經濟學院執教，1967年至1973年間於雪菲爾大學任政治學教授，1973年起於倫敦大學伯貝克學院任教，一直到1984年提早退休。克里克曾為喬治·歐威爾撰寫傳記，1993年創立「歐威爾獎」，以獎勵優秀的政治學文章。克里克是工黨支持者，曾在1980年代任黨魁金諾克的顧問，工黨1997年上台後，他成為了其門生內政大臣白文傑的顧問，任內首創全國性「國籍教育」；在他協助下，政府在2002年起向移民人士設立「英國通識」（Britishness）考試，同年他獲英女皇封為爵士，以誌其貢獻。克里克爵士曾有三段婚姻，並在第一段婚姻育有兩名兒子。衛報（页面存档备份，存于）

## 12月18日
- 保守黨與自由民主黨都要求立即就英國聯合美國出兵伊拉克一事展開調查，但英揆白高敦表示最快要英軍於明年7月完全撤出阿富汗後才可進行。BBC（页面存档备份，存于）
- 政府數字顯示，英國11月零售業銷售額較10月微升0.3%，較去年同期上升1.5%，出乎市場預期。BBC（页面存档备份，存于）

## 12月17日
- 英揆白高敦出訪伊拉克，確認英軍會在明年7月底前撤離，但他強調英國與伊拉克會繼續合作。BBC（页面存档备份，存于）
- 工黨下院議員詹·麥高文反對政府通過將皇家郵政部份私有化，宣佈從政府辭去商業部長國會私人秘書一職。商業大臣文德森勳爵則重申皇家郵政將繼續由公眾持有。BBC（页面存档备份，存于）
- 英國11月申首次申領失業救濟的人數上升75,700人，是1991年以來錄得的最大升幅。領取失業救濟的總人數亦突破100萬大關，升至107萬人，是2001年1月以來首次。泰晤士報[]
- 被控策劃去年6月30日的格拉斯哥國際機場恐怖襲擊，以及在襲擊兩日前於倫敦企圖引爆炸彈的伊拉克裔NHS公立醫院醫生亞卜杜拉，今在伍利奇皇室法庭被法官判處入獄至少32年。泰晤士報[]
- 另一名伊朗裔NHS公立醫院醫生雖然被判無罪，但面臨被遣返伊朗。泰晤士報[]

## 12月16日
- 內閣辦公室發現政府自1978年起錯誤向95,000名退休公務員多發長俸，金額涉及1.26億英鎊。政府表示不會向有關退休公務員追回款項，但他們可能面臨被削減長俸。BBC（页面存档备份，存于）
- 一名伊拉克裔NHS公立醫院醫生，早前被控策劃去年6月30日的格拉斯哥國際機場恐怖襲擊，以及在襲擊兩日前於倫敦企圖引爆炸彈，今在伍利奇皇室法庭被陪審團裁定密謀謀殺及引爆炸彈罪成，法官將於星期三判刑。BBC（页面存档备份，存于）
- 至於另一名被控的伊朗裔NHS公立醫院醫生則被判無罪。BBC（页面存档备份，存于）

## 12月15日
- 英格蘭地區有皇家郵政員工不滿署方計劃合併數個郵件處理中心，計劃在本星期五發起24小時罷工。署方表示罷工人數將佔整體職工的5%，擔心部份聖誕郵件未能如期在聖誕節前投遞。BBC（页面存档备份，存于）
- 一名男子承認多次在郡法院及裁判法院偽冒大律師，替人進行辯護，今在達拉謨皇室法庭被控詐騙罪成，判監兩年。BBC（页面存档备份，存于）

## 12月14日
- 英揆白高敦先後訪問印度及巴基斯坦，並分別與印度總理辛格及巴基斯坦總統扎爾達里會面。白高敦表示英國七成五的恐怖襲擊都與巴國恐怖分子有關，英國會向巴國政府提供600萬英鎊加強反恐裝備，並加強兩國反恐合作。泰晤士報[]、BBC（页面存档备份，存于）
- 前保守黨首相馬卓安爵士批評白高敦政府在經濟議題上過份「炒作」，以試圖將向外舉債的行動合理化。BBC（页面存档备份，存于）

## 12月13日
- 英揆白高敦出訪阿富汗，悼念四名遇襲身亡的皇家海軍陸戰隊成員。BBC（页面存档备份，存于）
- 資歷及課程局（QCA）主席肯·波士頓博士就今年夏天的全國性評核學校試卷延誤及混亂事件，宣佈引咎辭職。BBC（页面存档备份，存于）

## 12月12日
- 內政大臣施卓琪警告，津巴布韋霍亂疫潮可能引發當地大批居民持鄰近國家的假護照湧入英國。外交部隨後評論有關警告杞人憂天。BBC（页面存档备份，存于）
- 繼早前有德國官員公開抨擊英國政府計劃透過大舉向外借貸以減稅的建議後，外相文禮彬回應指有關計劃得到德國總理梅克爾及其他歐盟成員國支持。BBC（页面存档备份，存于）

## 12月11日
- 西約克郡布拉德福德發生嚴重交通意外，一輛汽車在清晨時份高速撞入一座兩層高建築物，地下快餐店被完全撞毀，另外整幢建築物有一大幅外牆倒塌，至少四人死亡，未知意外是否因汽車超速而被警方追截有關。泰晤士報[]
- 早前曾在阿富汗服役的哈里王子通過遴選，將接受陸軍航空團訓練成直昇機機師。BBC（页面存档备份，存于）

## 12月10日
- 奧運部長蔣黛思出席下院文化委員會時向議員透露，政府在籌集私人資金興建奧運村和新聞中心上遇到困難，最終可能要由應急經費中支付，但她強調奧運不會超支。由於經費緊縮的關係，奧運村的單位數目已由原先的4,600大減至2,800個。BBC（页面存档备份，存于）
- 英鎊持續疲弱，今早兌歐羅跌至歷史新低，報一歐羅兌87.79便士。泰晤士報（页面存档备份，存于）
- 英揆白高敦在下院辯論時誤將「拯救銀行」脫口說成「拯救世界」，引起哄堂大笑。事後白高敦被不少議院戲稱為「超人」。BBC（页面存档备份，存于）

## 12月9日
- 面對支持度被工黨從後迫近，在野保守黨黨魁甘民樂批評政府將經濟處於險境，並表示要求舉行大選。BBC（页面存档备份，存于）、泰晤士報[]
- 北愛爾蘭的食物標準局公佈當地的豬隻沒有被餵食致癌飼料，可以安心食用，並隨即批准北愛豬肉販運，但愛爾蘭共和國的豬肉則繼續停止進口英國。泰晤士報[]
- 政府宣佈即將立例禁止英格蘭及威爾斯地區的商店場所公開展銷煙草，但短期內不會立法禁止煙草於自動販賣機出售，也不會阻止煙草包裝展示商標。BBC（页面存档备份，存于）

## 12月8日
- 英國網絡觀察基金會指英文維基百科條目Virgin Killer上載有疑似兒童色情照片，英國地區六個網絡伺服器隨後禁止網絡使用者瀏覽有關頁面，引起廣泛爭議。泰晤士報
- 一對居於岡比亞的英國傳教士夫婦被指致信海外人士及團體，抵毀該國總統，11月29日遭當地警方拘捕。他們的一名兩歲養女今由警方移交他們的朋友看管。BBC（页面存档备份，存于）
- 下院議員將就議長辦工室早前批准警方沒有搜查令下，搜查議員的下院辦事處一事展開辯論。BBC（页面存档备份，存于）

## 12月7日
- 一輛救護車在里茲郊區翻側，車上一名送院途中的嬰兒重傷。警方初步調查相當路面結冰釀成意外。BBC（页面存档备份，存于）
- 匯豐控股宣佈特別撥出10億英鎊款項，向有需要的英國中小企提供信貸援助。BBC（页面存档备份，存于）
- BBC進行調查發現，有50名下院議員認為，議長邁克爾·馬丁在處理保守黨影子入境事務發言人格林的下院辦公室被警方搜查一事犯錯，另更有32名議員表示對他「失去信任」。BBC（页面存档备份，存于）

## 12月6日
- 英揆白高敦呼籲各國解決津巴布韋霍亂疫病爆發的問題，以及正視該國獨裁者羅伯特·穆加貝長期地壓制民主及自由的情況。BBC（页面存档备份，存于）
- 下院工黨議員鮑勃·馬紹爾-安德魯斯（Bob Marshall-Andrews）批評議長邁克爾·馬丁失職，在不知情的情況下，容許其下屬簽署同意書，以致警方即使沒有搜查令，也能在上周搜查保守黨影子入境事務發言人格林的下院辦公室。馬紹爾-安德魯斯同時要求馬丁辭職，這是事件發生以來首次有工黨議員要求議長辭職。BBC（页面存档备份，存于）

## 12月5日
- 警方以證據不足為理由，決定不向涉嫌漏報政治捐獻的工黨下院議員韓培德提出起訴。韓培德在2008年1月因事件從內閣辭去就業及退休保障大臣一職。BBC（页面存档备份，存于）
- 英揆白高敦及下院議員分別向各大銀行與房貸機構施壓，呼籲他們儘早跟從英倫銀行減息一厘。BBC（页面存档备份，存于）、泰晤士報[]
- 北愛爾蘭政治家及法官巴賽爾·凱利爵士（Sir Basil Kelly）因病在伯克郡一家醫院去世，終年87歲。凱利1920年5月10日生於貝爾法斯特，早年受教於當地循道書院及都柏林的三一書院；1944年考獲大律師資格，1958年晉為御用大律師；1958年至1964年期間在北愛爾蘭任高級皇家檢察官，後於1968年至1972年出任末任北愛總檢察長，1969年獲委為北愛爾蘭樞密院顧問官。凱利於1973年起任北愛爾蘭高等法院法官，1984年改任北愛上訴法院法官，同年獲封爵士及樞密院顧問官。BBC（页面存档备份，存于）

## 12月4日
- 英倫銀行再度調低利率，由三厘下調一厘至兩厘，是自1951年以來的最低水平。BBC（页面存档备份，存于）
- 內政大臣施卓琪在下院就警方在未有搜查令的情況下，搜查保守黨下院影子入境事務發言人格林的下院辦公室辯護，表示事前並不知情，而即使知道也不能干預警方調查。其言論引來猛烈抨擊。BBC（页面存档备份，存于）

## 12月3日
- 英女皇伊利沙伯二世到下議院主持國會開幕大典，並發表《御座演說》，當中將處理經濟放在政府來年施政重點的首位。此外，今年也是1958年《御座演說》開始作電視直播的50周年紀念。BBC（页面存档备份，存于）、泰晤士報（页面存档备份，存于）、泰晤士報[]、BBC（页面存档备份，存于）
- 倫敦警察廳廳長保羅·史蒂芬遜爵士澄清指，拘捕保守黨下院影子入境事務發言人格林一事，是警方的決定，政府官員並無參與其中。BBC（页面存档备份，存于）

## 12月2日
- 英國交通警察總長伊恩·約翰遜獲倫敦警察廳委任，就保守黨下院影子入境事務發言人格林被捕一事進行內部調查，他需要在兩星期內提交報告。BBC（页面存档备份，存于）
- 受泰國政局不穩影響，現時估計仍有上萬名英國旅客滯留當地。英國駐當地領事館早前因只協助遇上財政、法律及醫療問題的英國國民而備受批評，外相文禮彬表示政府政現正與各大航空公司合作加派包機，接走英國國民。BBC（页面存档备份，存于）、泰晤士報[]
- 負責研究蘇格蘭權力下放的卡爾曼委員會發表第一份中期報告書，當中否決完全下放財政權力到蘇格蘭，並擔心有關建議會令蘇格蘭與英國整體出現矛盾。BBC（页面存档备份，存于）、蘇格蘭權力下放委員會第一號報告書（页面存档备份，存于）
- 英國貴族及保守黨政治家第十七代勞德代爾伯爵（17th Earl of Lauderdale）逝世，終年97歲。勞德代爾伯爵原名派翠克·梅特蘭（Patrick Maitland），1911年3月17日生，早年入讀位於西薩塞克斯的蘭辛書院，1933年從牛津大學青銅鼻學院以榮譽文學士身份畢業，此後從事傳媒工作。在第二次世界大戰期間，曾於1939年至1941年獲《泰晤士報》聘為巴爾幹及多瑙河特派記者，1941年至1943年為《華盛頓新聞記事》擔任太平洋、澳洲及新西蘭特派記者，後於1943年至1945年改於外交部工作。梅特蘭於1951年代表保守黨當選下議院拉納克選區議員（其前任為何謨勳爵），但於1959年敗於工黨對手而喪失議席。在1969年，梅特蘭從兄長繼承貴族爵位，遂襲爵成為第十七代勞德代爾伯爵，並晉身上議院，曾在多個委員會供職。伯爵在1936年7月20日與斯坦卡（Stanka）結婚，她於2003年過身，兩人育有兩子兩女，故伯爵死後爵位由長子繼承。每日電訊報（页面存档备份，存于）

## 12月1日
- 歐洲委員會主席巴羅佐接受法國傳媒訪問時表示，英國政府正就是否加入歐元區作重新考慮，但唐寧街隨後發表聲明，澄清指政府無計劃讓英鎊加入歐元區，亦無作重新評估。BBC（页面存档备份，存于）
- 再有英國銀行倒閉，以曼徹斯特為總部的倫敦蘇格蘭銀行遭到接管，該行一直專門向信貸記錄欠佳的人士提供信貸服務。泰晤士報（页面存档备份，存于）

| 依月份排列新聞動態 |
| \| - 2014年英國：1月 - 2月 - 3月 - 4月 - 5月 - 6月 - 7月 - 8月 - 9月 - 10月 - 11月 - 12月 - 2013年英國：1月 - 2月 - 3月 - 4月 - 5月 - 6月 - 7月 - 8月 - 9月 - 10月 - 11月 - 12月 - 2012年英國：1月 - 2月 - 3月 - 4月 - 5月 - 6月 - 7月 - 8月 - 9月 - 10月 - 11月 - 12月 - 2011年英國：1月 - 2月 - 3月 - 4月 - 5月 - 6月 - 7月 - 8月 - 9月 - 10月 - 11月 - 12月 - 2010年英國：1月 - 2月 - 3月 - 4月 - 5月 - 6月 - 7月 - 8月 - 9月 - 10月 - 11月 - 12月 - 2009年英國：1月 - 2月 - 3月 - 4月 - 5月 - 6月 - 7月 - 8月 - 9月 - 10月 - 11月 - 12月 - 2008年英國：1月 - 2月 - 3月 - 4月 - 5月 - 6月 - 7月 - 8月 - 9月 - 10月 - 11月 - 12月 檢閱 \| |
| - 2014年英國：1月 - 2月 - 3月 - 4月 - 5月 - 6月 - 7月 - 8月 - 9月 - 10月 - 11月 - 12月 - 2013年英國：1月 - 2月 - 3月 - 4月 - 5月 - 6月 - 7月 - 8月 - 9月 - 10月 - 11月 - 12月 - 2012年英國：1月 - 2月 - 3月 - 4月 - 5月 - 6月 - 7月 - 8月 - 9月 - 10月 - 11月 - 12月 - 2011年英國：1月 - 2月 - 3月 - 4月 - 5月 - 6月 - 7月 - 8月 - 9月 - 10月 - 11月 - 12月 - 2010年英國：1月 - 2月 - 3月 - 4月 - 5月 - 6月 - 7月 - 8月 - 9月 - 10月 - 11月 - 12月 - 2009年英國：1月 - 2月 - 3月 - 4月 - 5月 - 6月 - 7月 - 8月 - 9月 - 10月 - 11月 - 12月 - 2008年英國：1月 - 2月 - 3月 - 4月 - 5月 - 6月 - 7月 - 8月 - 9月 - 10月 - 11月 - 12月 檢閱       |